# Combat Zone Wrestling
Combat Zone Wrestling (CZW) je nezávislá wrestlingová organizace. V roce 1999 John Zandig a čtyři jeho studenti, Ric Blade, Lobo, Nick Gage, a Justice Pain, začali pořádat profesionální wrestlingové představení v New Jersey a Delaware uváděné jako hardcore a "ultranásilný" wrestling. Žebříky, stoly, připínáčky, ostnaté dráty, světelné trubice a oheň - to jsou prvky "ultranásilných" zápasů v CZW. Společnosti si získala příznivce hardcore wrestlingu hlavně po zrušení Extreme Championship Wrestling (ECW). CZW se stalo hlavní hardcore wrestlingovou americkou organizací po své show Klec smrti 3 v ECW aréně v roce 2001, rok kdy bylo ECW zrušeno.
Jejich roster se skládá z nejlepších nezávislých wrestlerů za poslední roky. I přesto, že je organizace známa díky svému "ultranásilnému" stylu, na jejich představeních se užívají i jiné styly wrestlingu. Jejich každoroční Turnaj smrti však znázorňuje, že CZW je hlavně ultranásilný wrestling. Všechny jejich představení jsou pořádány a propagovány od Pancoast Productions, Inc., kteří i pomocí jejich webových stránek prodávají DVD a Pay-Per-Stream ze shows. CZW bylo vysíláno na televizním programu TWC Fight! pro diváky v Anglii a Irské republice jako část pořadu "Bloodbath" a to předtím, než byl TWC Fight! v roce 2008 zrušen. CZW pořádá svá představení nejen v arénách, ale i ve venkovním prostoru ve Philadelphii.

## Současní šampioni
| Šampionát                                 | Šampion(i)            | Poražený                              | Datum výhry        | Místo                         |
| ----------------------------------------- | --------------------- | ------------------------------------- | ------------------ | ----------------------------- |
| CZW Světový šampionát v těžké váze        | Masada                | Scotty Vortekz                        | 10. března 2012    | Philadelphia, Pennsylvania    |
| CZW Světový Junior šampionát v těžké váze | AR Fox                | Sami Callihan                         | 14. července 2012  | Voorhees Township, New Jersey |
| CZW Šampionát mezi týmy                   | Azrieal & Bandido Jr. | Philly's Most Wanted (Joker a Sabian) | 12. listopadu 2011 | Philadelphia, Pennsylvania    |
| CZW Kabelová televize šampionát           | A.R. Fox              | Dave Crist                            | 7. září 2012       | Voorhees Township, New Jersey |

## Populární media

### Wrestler (film)
Wrestler je film z roku 2008 o smyšleném, jednou prominentním profesionálním wrestlerovi (roli ztvrárnil Mickey Rourke) z 80. let, který se nyní vrátil k brutálnímu stylu wrestlingových zápasů typu CZW.
8. prosince 2007 Scott Franklin, Darren Aronofsky a Mickey Rourke navštívili CZW Klec smrti IX a byli tímto místem zaujati. 9. února 2008 se natáčelo na pravidelné únorové akci od CZW v aréně New Alhambra Arena, účastnilo se mnoho bývalých CZW wrestlerů včetně Necro Butchera, který zápasil proti filmovému charakteru Mickey Rourkeho, "Randy 'The Ram' Robinson", v ultranásilném hardcore zápase.
Zandig doufal, že Wrestler posune ultranásilné sporty do dalšího levelu.

### G4 Underground
CZW se objevilo v TV show od G4, G4 Underground. Danny Havoc se zde připravoval na svůj zápas na Total Havoc proti Thumbtack Jackovi, ve kterém vyhrál.

### Hry s časem
CZW se také objevilo v dokumentárním TV seriálu od Discovery Channel, Hry s časem, v 60minutové speciální epizodě která byla odvysílána 22. dubna 2009. Epizoda obsahovala top hvězdy CZW jako Zandig a Nick Gage, vše se natáčelo ve studiech Discovery v Bostonu.

## Každoroční akce
| Akce                      | Od roku | Poznámka                                       |
| ------------------------- | ------- | ---------------------------------------------- |
| CZW Klec smrti            | 1999    | Zápasy v kleci                                 |
| CZW Nejlepší z nejlepších | 2001    | Turnaj o Junior světový šampionát v těžké váze |
| CZW Turnaj smrti          | 2002    | Ultranásilný turnaj                            |
| Noc hanebnosti            | 2002    | Akce                                           |
| Down With the Sickness    | 2005    | Show na počest Chri$ Ca$he                     |
| Spletená pavučina         | 2008    | Smrtící "pavoučí" zápasy s ostnatými dráty     |